# Арвалски братя
Арвалски братя или Арвалско братство (на латински: fratres arvales, „полски братя“) е жреческа колегия в Древен Рим. Тя се състои от 12 жреци, начело на които стои ежегодно избиран магистър. Те обслужват култа на римската богиня Деа Диа, една от богините на полята и плодородието. На празниците на богинята през май, известни като Амбарвалии, те изпълняват свещен танц, съпроводен със свещена песен, т. нар. Кармен арвале (арвалска песен), принасяйки жертви за плодородие на Марс и домашните божества-лари.
Култът към Деа Диа е особено разпространен в епохата на Римската република; след затихването му е възобновен от император Октавиан Август.